# Steve Barbé
Steve Barbé (Asse, 15 januari 1979) is een Belgisch voetballer. Hij stopte als speler in 2009.

## Profcarrière
- 1996-1999:  RWDM
- 1999-2000:  Charlton Athletic
- 2000-2001:  KRC Harelbeke
- 2001-2002:  SWI Harelbeke
- 2002-2003:  FC Brussels
- 2002-2007:  KSV Roeselare
- 2007-aug.08:  FCV Dender EH
- aug.08-juni 09:  KVK Tienen
- juni 09-juli 09:  FCV Dender EH
- juli 09-... : zonder club